# Casa de Rus (Castellar de n'Hug)
La Casa de Rus és una masia del municipi de Castellar de n'Hug (Berguedà) inclosa en l'Inventari del Patrimoni Arquitectònic de Catalunya.

## Descripció
És una masia situada en un despoblat, entre plans de conreu abandonats, actualment en un lloc de pasturatge sotmès al repoblament forestal. És de grans dimensions amb coberta a dues aigües de teula àrab estructurada en planta baixa, dos pisos superiors i golfes. Hi ha un gran nombre d'obertures, de petites dimensions, allindanades i disposades de forma aleatòria a les façanes. També trobem alguns cossos annexes destinats a corrals i pallissa.

## Història
El 961 trobem la primera referència històrica del lloc de Rus. Al 983, en tornem a trobar una referent a l'església de St. Vicenç deRus a la villa de Rus. El 1290 trobem citat el lloc altre cop, de la mateixa manera que el retrobem en diverses ocasions durant els s. XIV i XV.